# Antony Kariyil
Antony Kariyil CMI (ur. 26 marca 1950 w Cherthala) – indyjski duchowny syromalabarski, arcybiskup, w latach 2019–2022 wikariusz archieparchialny Ernakulam-Angamaly.

## Życiorys
Święcenia kapłańskie przyjął 27 grudnia 1977 w zgromadzeniu karmelitów Maryi Niepokalanej. Przez wiele lat pracował w wyższych uczelniach katolickich. W latach 2002–2008 był generałem zakonu, a w latach 2008–2011 przełożonym indyjskiej prowincji.
26 sierpnia 2015 został mianowany eparchą Mandyi. Chirotonii biskupiej udzielił mu 18 października 2015 abp George Njaralakatt.
30 sierpnia 2019 papież Franciszek zatwierdził jego wybór na wikariusza arcybiskupa większego Kościoła syromalabarskiego, nadając mu tytuł arcybiskupa Macriana Maior. 30 lipca 2022 papież Franciszek przyjął jego rezygnację z funkcji wikariusza archieparchialnego Ernakulam-Angamaly z zachowaniem tytułu arcybiskupa i stolicy tytularnej Macriana Maior.